# Bernard Vallet
Bernard Vallet, född 18 januari 1954 i Vienne, Isère, är en tidigare professionell tävlingscyklist från Frankrike. Han var professionell mellan 1975 och 1989 och tog under sin karriär 32 segrar. Han vann bland annat bergspristävlingen i Tour de France 1982 och etapp 15 av Tour de France 1980 mellan Montpellier och Martigues. Han vann också Bordeaux–Paris (1987). 
Bernard Vallet vann Tour du Limousin 1979 och GP de Rennes 1980.
Han gjorde också bra ifrån sig på sexdagarsloppen och vann Grenobles sexdagars tre gånger, 1982 och 1984 (med Gert Frank) och 1978 (med Charly Mottet). Han vann också Paris sexdagars 1984 (med Gert Frank) och 1977 (med Danny Clark).
Sedan 2003 jobbar Bernard Vallet som kommentator under Tour de France på den quebekiska TV-kanalen Canal Évasion.

## Meriter[2]
1968
1:a, Nationsmästerskapen – linjelopp (amatör)
1975
2:a, Circuit de Saône-et-Loire
1976
2:a, etapp 5, Étoile de Bessèges
2:a, Trophée des Grimpeurs
2:a, etapp 7B, Paris-Nice
1978
2:a, Nationsmästerskapen – individuellt förföljelselopp
3:a, GP d'Isbergues
1979
1:a, Tour du Limousin
2:a, etapp 2,  Paris-Nice
3:a, Oradour-sur-Glane
3:a, Paris-Camembert (Trophée Lepetit)
3:a, Grenobles sexdagars (med Patrick Sercu)
1980
1:a, GP de la Ville de Rennes
1:a, Nouméas sexdagars (med Maurizio Bidinost)
3:a, Grenobles sexdagars (med Albert Fritz)
1981
1:a, Circuit des genêts verts
1:a, Maël-Pestivien
1:a, Tour d'Armorique
3:a, Nationsmästerskapen – linjelopp
1982
1:a, etapp 4a, Critérium du Dauphiné Libéré
1:a, etapp 7b, Critérium du Dauphiné Libéré
1:a, Grenobles sexdagars (med Gert Frank)
1:a, Tour de l'Aude
 1:a, Bergspristävlingen, Tour de France
2:a, GP de la Ville de Rennes
2:a, Nationsmästerskapen – linjelopp
2:a, Trophée des Grimpeurs
2:a, kombinationstävlingen, Tour de France
3:a, etapp 4a, Romandiet runt
3:a, etapp 2, Tour de France
3:a, Polynormande
1983
2:a, etapp 7b, Critérium du Dauphiné Libéré
2:a, Grenobles sexdagars (med Jacques Michaud)
1984
1:a, Grenobles sexdagars (med Gert Frank)
1:a, Nationsmästerskapen – poänglopp, bana
1:a, Paris sexdagars (med Gert Frank)
1:a, etapp 3, Normandiet runt
1:a, etapp 3, Romandiet runt
2:a, Nationsmästerskapen – individuellt förföljelselopp
1985
1:a, etapp 3, Tour de France (lagtempo)
3:a, Chateauroux-Limoges
1986
1:a, Paris sexdagars (med Danny Clark)
1:a, etapp 3, Tour du Vaucluse
2:a, Grenobles sexdagars (med Gert Frank)
3:a, Bordeaux–Paris
1987
1:a, Bordeaux–Paris
1:a, Grenobles sexdagars (med Charly Mottet)
3:a, prologen, GP du Midi Libre
3:a, GP Plumelec
1988
3:a, Paris sexdagars (med Laurent Biondi)

## Stall[3]
- 1975-1976 Gan-Mercier
- 1977-1978 Miko-Mercier
- 1979-1983 La Redoute-Motobécane
- 1984 La Vie Claire-Terraillon
- 1985 La Vie Claire-Wonder-Radar
- 1986-1987 RMO-Méral-Mavic
- 1988-1989  RMO-Libéria-Mavic